# Bogdan Dobranow

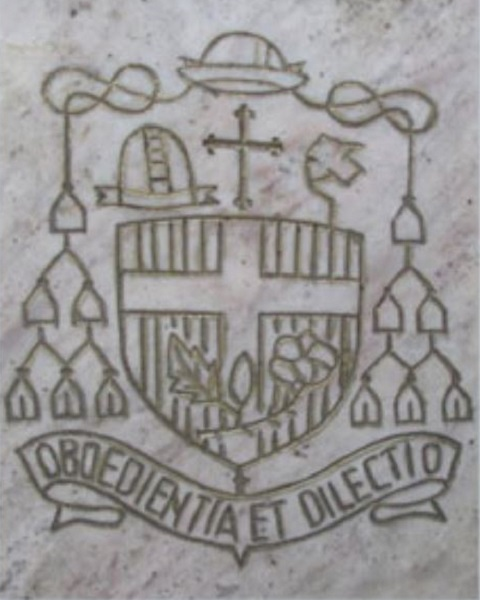
Wappen

Bagdan Stefanow Dobranow (bulgarisch Богдан Добранов; * 1. Dezember 1914 in Plowdiw, Zarentum Bulgarien; † 4. Oktober 1983 in Plowdiw, Volksrepublik Bulgarien) war ein bulgarischer Geistlicher und römisch-katholischer Bischof von Sofia und Plowdiw.

## Leben
Dobranow absolvierte das Gymnasium in seiner Heimatstadt. Am Seminar der Kongregation für die Verbreitung des Glaubens in Rom studierte er Philosophie und Theologie. Dobranow empfing am 23. März 1940 die Priesterweihe.
Nach der Priesterweihe kehrte er nach Bulgarien zurück und tat an der Kathedrale von Sophia Dienst. 1952 wurde er unter dem Vorwurf antinationaler Propaganda inhaftiert und in ein Lager auf der Insel Belene gebracht. Papst Johannes XXIII. ernannte ihn am 10. Oktober 1959 zum  Apostolischen Administrator des Apostolischen Vikariats Sofia und Plowdiw und zum Titularbischof von Giufi. Am 8. November 1959 spendete ihm Kyrill Kurtew, Apostolischer Exarch von Sofia, im Geheimen die Bischofsweihe. 1962 konnte er seine Aufgabe übernehmen. Seine Bischofsweihe blieb aber damals geheim. Am 27. April 1965 berief der Papst ihn als Apostolischer Administrator ab. Am 22. Juli 1975 erfolgte die Ernennung zum Apostolischen Vikar von Sofia und Plowdiw. Als am 14. Dezember 1978 das Apostolischen Vikariat zum Bistum erhoben wurde, wurde er dessen erster Bischof. Nach seinem Tod blieb das Bistum aufgrund der politischen Lage vakant.